# 12539 Chaikin
12539 Chaikin eller 1998 OP2 är en asteroid i huvudbältet som upptäcktes den 16 juli 1998 av Spacewatch vid Kitt Peak-observatoriet. Den är uppkallad efter Andrew L. Chaikin.
Asteroiden har en diameter på ungefär 9 kilometer och den tillhör asteroidgruppen Nemesis.